# Дэвид Кореш
Дэвид Коре́ш (англ. David Koresh, настоящее имя — Вернон Уэйн Хоуэлл, англ. Vernon Wayne Howell; 17 августа 1959 — 19 апреля 1993) — американский религиозный деятель. Лидер секты «Ветвь Давидова». Кореш погиб в 1993 году во время осады поместья «Маунт Кармел» агентами ФБР.

## Биография
Кореш родился в городе Хьюстон 17 августа 1959 года. На момент рождения ребёнка его матери — Бонни Сью Кларк — были неполные 15 лет. Отец — 20-летний Бобби Хоуэлл. Пара проживала в незарегистрированном браке. Ещё до рождения Кореша его отец бросил семью, уйдя к другой девочке-подростку. Кореш никогда не встречался с отцом. Мать Кореша со временем стала сожительствовать со склонным к насилию алкоголиком. В 1963 году она ушла от своего сожителя, а 4-летнего Кореша отдала под опеку его бабушки — Эрлайн Кларк (Earline Clark). Через три года, выйдя замуж за плотника по имени Рой Холдеман (Roy Haldeman), Бонни Сью Кларк забрала Кореша к себе. В 1966 году у Холдемана и Кларк родился сын, которого они назвали Роджером.
Кореш утверждал, что предпочитал одиночество, будучи ребёнком. Есть сообщения, что в 8-летнем возрасте он был изнасилован группой несовершеннолетних. Кореш плохо учился в школе, был малограмотным и страдал дислексией. Из-за низкой способности к обучению ещё в начальных классах он был переведён из обычной школы в специальную. Тем не менее, в 11-летнем возрасте Кореш на память выучил текст библейского Нового Завета.
Когда ему было 19 лет, от него забеременела 15-летняя девушка. В 1981 году переехал в Уэйко, штат Техас, и стал членом религиозной группы «Ветвь Давидова». После того, как Кореш вступил в любовную связь с престарелой Лоис Роден — главой группы, и начал претендовать на лидерство, у него начался конфликт с её сыном Джорджем Роденом. Корешу пришлось покинуть секту, однако он увёл за собой 25 последователей. В это время он женился на Рэйчел Джонс. Новое имя он взял в честь царя Давида и персидского царя Кира (по-древнееврейски произносилось как «Кореш»). Развивая своё учение, он объявил себя сыном Бога.
В 1986 году Кореш заявил, что для него разрешено многожёнство, и женщины в группе должны стать его жёнами. Он обвинялся в сексуальных отношениях с несовершеннолетними, в частности с 14-летней Карен Дойл и 12-летней сестрой своей жены. В 1987 году обвинён в покушении на убийство Джорджа Родена, но был оправдан. В 1988 году Роден убил человека и к Корешу перешла власть в секте.

## Гибель
Погиб на 51-й день осады поместья «Маунт Кармел» вместе с 80 членами секты (в числе которых было 23 ребёнка) в результате пожара в здании. По официальной версии властей, сектанты сами подожгли здание, совершив массовое самоубийство; по другой версии здание загорелось от газа, распылённого во время осады.

## В культуре
В фильме «Виртуозность» 1995 года одним из прообразов SID 6.7 является Дэвид Кореш.
В мини-сериале «Трагедия в Уэйко», посвящённом событиям в «Маунт Кармел», роль Дэвида Кореша сыграл канадский актёр Тейлор Китч.
В сериале-антологии «Американская история ужасов» 7 сезон упоминается история Дэвида Кореша, которого сыграл Эван Питерс
Сюжет компьютерной игры Far Cry 5 схож с событиями вокруг секты «Ветвь Давидова». А сам персонаж игры «Отец», он же Иосиф Сид вероятно скопирован с Дэвида Кореша.